# 德国宗教
德國的宗教信仰（2023年估計）
德国宗教（德語：Religionen in Deutschland），指的是在現代德國版圖之內的所有宗教，以及宗教派別、信仰人口和文化習俗之總稱。
截至2023年，德國約有48%的人口是基督徒，其中46%是兩大基督教會的成員，分別是天主教及德國的福音派教會。大約一半的基督徒是屬於天主教，在德國南部和西部更為盛行。大約另一半是在北部地區占主導地位的德國福音派教會。其餘屬於幾個小的基督教教派，例如德國福音派自由教會聯盟、東正教或耶和華見證人。2021年，根据德国目前最大的调查公司“fowid”的研究，德國無宗教、無神論者和不可知論者能佔到總人口的42%，远远超过任何一个德國的單一教會，這些人中絕大部份都是年青人，或者是住在被共產主義統治過的前東德地區，并且在德國東部形成絕對的數量優勢。处于共产主义统治下的东德是迄今为止世界上宗教信仰最少的地区。
德國的伊斯蘭教徒，即“德国穆斯林”的具體人數並沒有一個權威的機構進行过統計，根據各方資料，2019年相信伊斯蘭教的人数估计在530～560萬之間，佔德國總人口的6.3～6.7%。據fowid公司的粗略調查，直到2021年為止，德國只有290萬人是純正的教派穆斯林，他们的伊斯兰教义和伊斯兰国家所规定的教义是一致的，佔总人口的3.5%。另外还有一些德國穆斯林在教義、禮拜、節日等方面并不俱备一致性，也完全不用听从伊斯兰母国的指示，他们屬於分散的伊斯蘭自由派，佔总人口的3%；这群自由派穆斯林对德国的认同感明显较高，也对德国有爱国主义精神，并能流畅的使用标准德语，除了宗教不同外，他们与土生土长的德国白人并无区别。
剔除所有基督教派別、無神論者和伊斯蘭教信徒的話，德國剩下的信教人口僅佔1%，其中包括27萬名的佛教徒、20萬9千名的威肯教徒、20萬名的猶太教徒、20萬名的雅茲迪教徒、10萬名的印度教徒、9萬名的新異教徒、2千名的錫克教徒和6千名的巴哈教徒。
德國每個州的宗教人口分佈也不同，在石勒蘇益格-荷爾斯泰因州和黑森州，既使這兩個州完全沒有被共產主義統治過，但不信教的人數依然略勝基督徒；在其它舊西德的聯邦州，除漢堡、柏林和不來梅這三座城市以外，其餘所有州都是基督徒多於不信教的人。在東南部的巴伐利亞和西部的萊茵蘭-普法爾茨州、北萊茵-威斯特法倫州、薩爾州是天主教佔多數，尤其薩爾州佔絕對多數；在北部的下薩克森州主要是福音派；在西南部的巴登-符騰堡州，天主教徒和新教徒和人數大致相同，但天主教略佔多數；在德國獨立的城邦和東德地區，天主教徒幾乎不存在，在眾多無神論者中只有少部分人堅信新教。

## 歷史

德国各州的基督宗教教派地图 :
多数居民是天主教信徒
多数居民是新教信徒
天主教信徒和新教信徒均不占多数，但新教是最大宗教团体
天主教信徒和新教信徒均不占多数，但天主教是最大宗教团体
多数居民无宗教信仰，但新教是最大宗教团体

德国是新教改革者马丁·路德16世纪早期领导宗教改革的故乡。在第二次世界大战以前，大约三分之二的德国人是新教信徒，三分之一是天主教信徒。但战后特别在德国北部和东北部，新教衰落了。在1945年到1990年的西德，天主教占微弱多数。今日德國大约30%的人口無宗教信仰，尤其在前东德地区，经过共产党40年的统治，無神論深植人心，宗教仪式和热情均明显低于前西德地区。平均只有5%的人每周至少参加一次礼拜或彌撒，是世界最低的地方之一，相比之下，西部地区的数字是14%，根据最近研究 。东部地区举行洗礼、宗教婚礼和葬礼的数字也低于西部。今天，德国所有信仰各种宗教的总人数已经不及从前。许多德国人不属于任何教会。传统上天主教和新教的德國的福音派教會是德国两个最有影响的教会，另外还有新教的其他几种派别。东正教信徒主要是来自希腊和塞尔维亚的外籍劳工及其后裔，希腊正教会按人数列为德国第三大宗教组织。
除此之外还有1.7%的人口信奉伊斯兰教，其余的26.3%的人口则没有宗教信仰，或属于其他较小规模的宗教。
当今德国的犹太人人口为约12万人，德国的犹太人数量居西欧第三位。1940年到1945年期间，因納粹德國的猶太人滅絕計畫，在德国及其邻近国家有超过600万犹太人被杀。

## 德国宗教概況

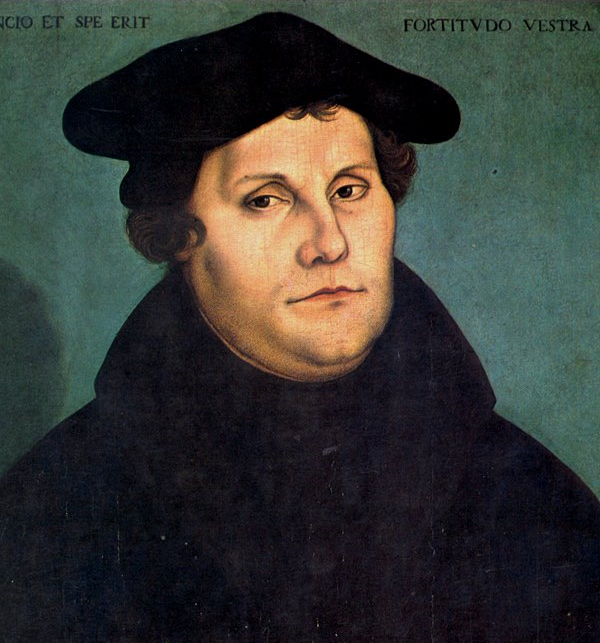
马丁·路德，德国宗教改革者，1529年

基督教是主要宗教，截至2021年总计大約4490万人，佔德國總人口的52.7%，主要宗派為新教（主要分布在北部和东部）和天主教（主要在南部和西部），尽管大部分人除了参加婚礼和葬礼这类事情，生活從來與宗教無關。德國基督徒大部分屬於天主教（佔26%）及新教的德國福音派教會（佔23.7%，囊括信義宗、歸正宗）。独立的和公理制教会存在于所有较大市镇和许多小镇，但大部分这类教會都是小型的；除了天主教和新教外，也有來自巴爾幹半島的东正教基督徒（大部分是希腊和塞尔维亚移民）。15世纪，天主教是德国人的全民信仰（除了犹太人信犹太教），但1517年马丁·路德激烈地改变了这个状况。他認為天主教會腐化，开始挑战教廷。从此，他創造宗教改革，改变了欧洲和世界历史，并引發新教在歐洲的傳播。
有370万穆斯林（大部分来自土耳其）住在德国。包括大部分德国人从未听说过的伊斯兰教的不同宗派，如阿列維派。因此引发了热烈讨论关于穆斯林妇女是否该从事公共服务的问题，如教师，是否允许穿戴婦女頭巾工作。
德国政府不承认科学神教是一种宗教的声明，宣称这是一个商业企业，因此不同意免税。科学神教大体上也被认为是一种邪教。这并不能限制该团体在德国的活动。这样的分类导致美国的抱怨，但美国国会在1997年没有通过关于「德国政府歧视弱势宗教团体成员」提案，因为只提到歧视科学教会一个例子。
今天德国，特别在首都柏林，有世界上增长最快的犹太教社团。数万犹太人从东欧，主要是前苏联国家，自从柏林墙倒塌以后来德国定居。这主要归因于一项德国政府政策，原则上将移民证发给有遗产的独联体和波罗的海国家犹太人，事实是今天德国看来显然比前苏联的许多人更接受犹太人。大约6万名长期定居德国犹太人中的一些人对这次移民表达了复杂的情绪：他们觉得不仅在这个国家里，甚至在犹太社团中自己都成为了少数，但大部分人还是接受了这个事实。在纳粹掌权以前，大约有60万犹太人住在德国，大部分是长期定居的家庭。

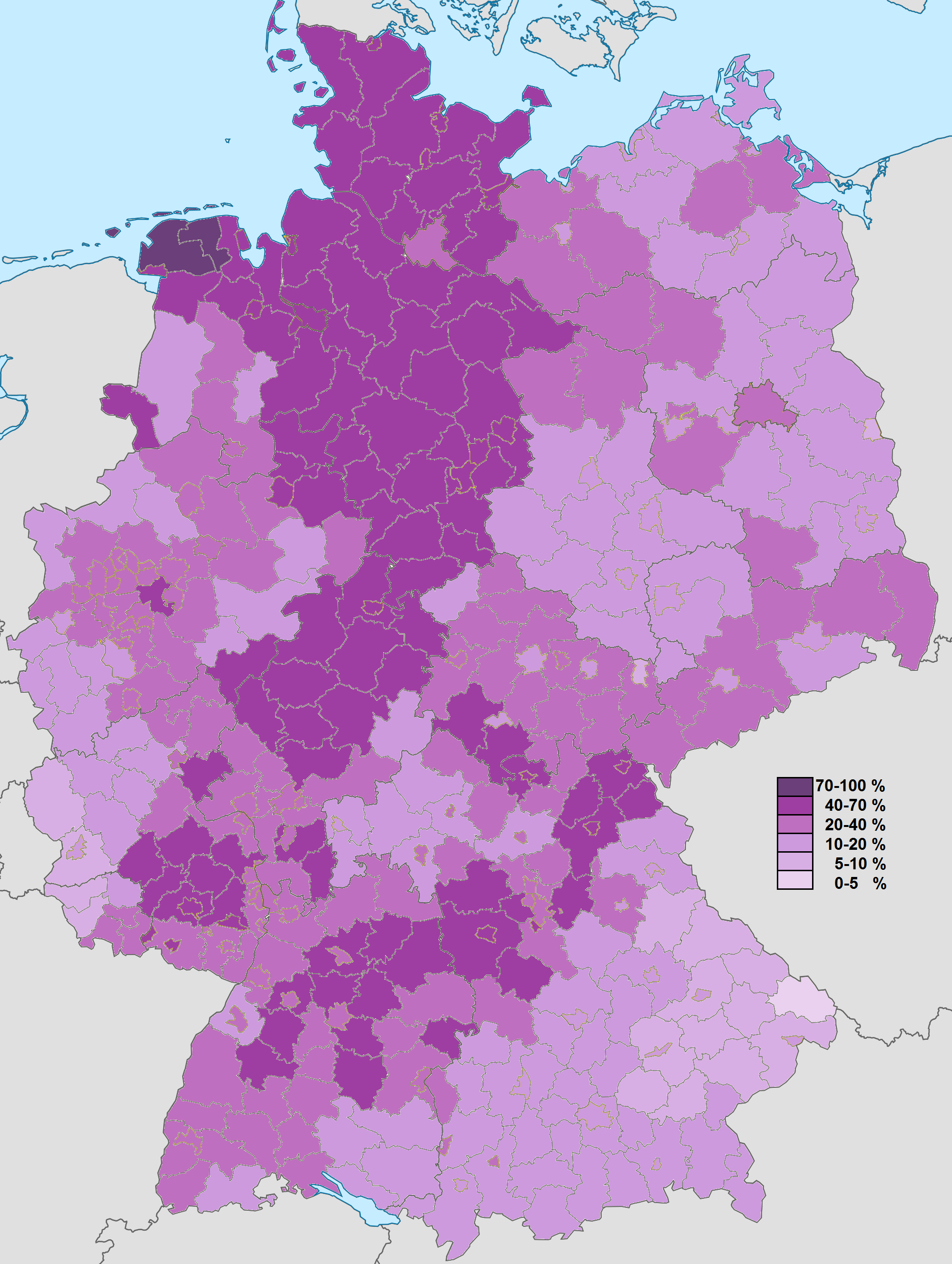
基督新教福音派信徒分佈（2011人口普查）
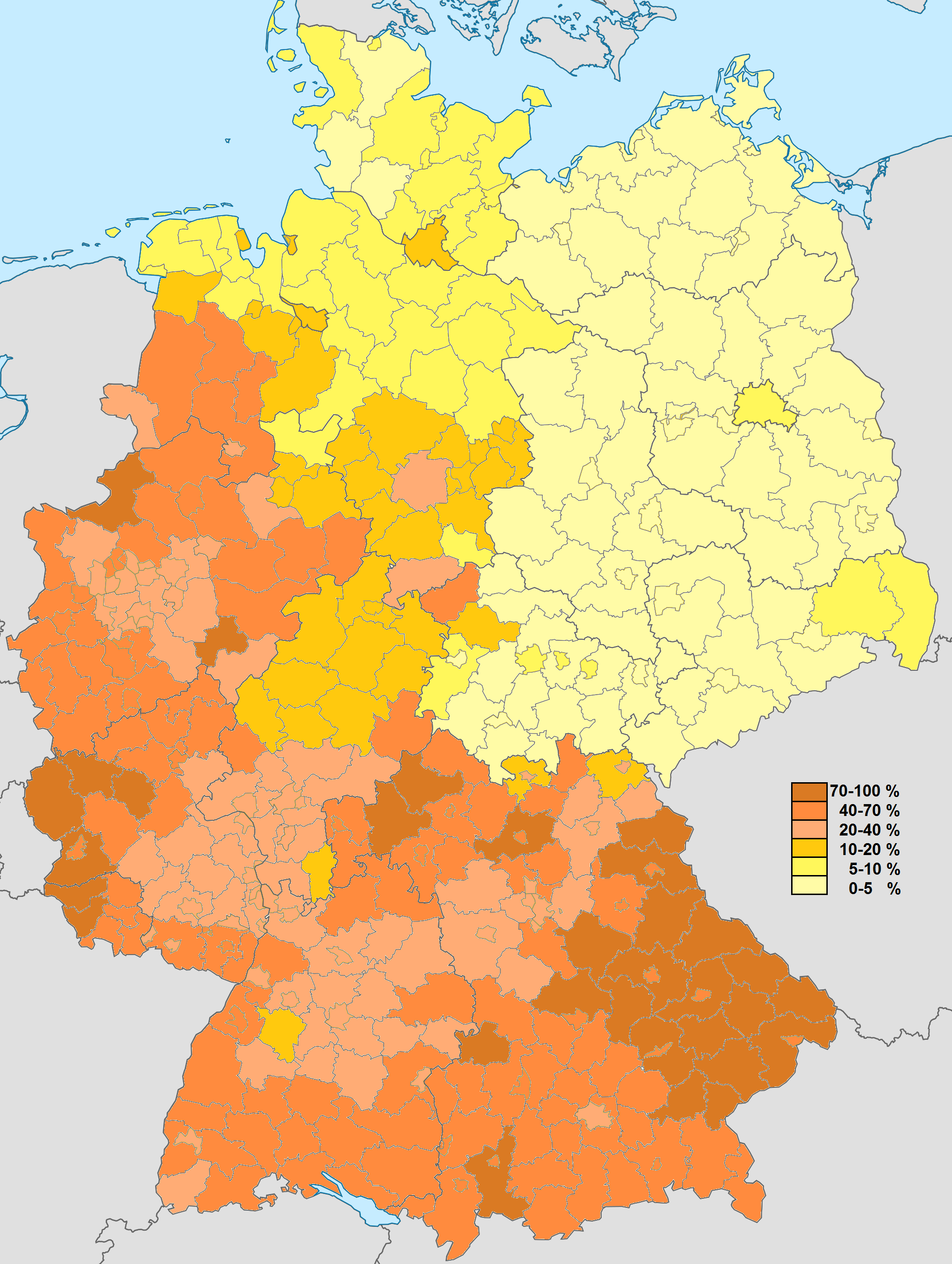
天主教信徒分佈（2011人口普查）
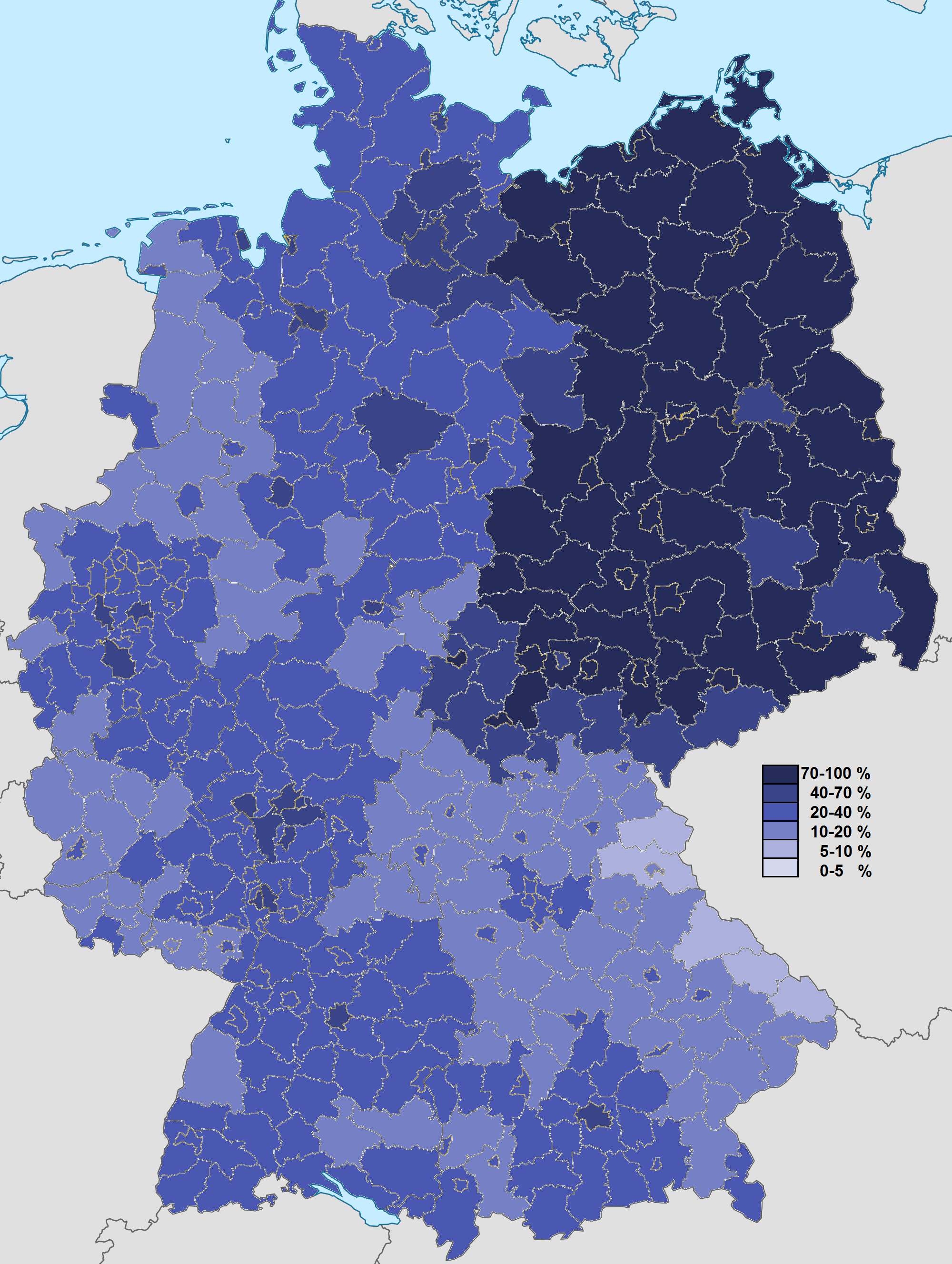
其他宗教信徒和非宗教分佈（2011人口普查）

## 宗教社群
德意志帝國在1871年成立時，大約有三分之二的新教基督徒和三分之一的天主教基督徒，也有少數猶太人。截至2023年，基督徒佔總人口的48.4％，包含天主教（24％）、德國的福音派教會（21.9％）、和東正教（約1.5％）。

### 無宗教
- 無神論、世俗主義、不可知論者和單純的不信教人士（46.2%）

### 基督教教派

#### 天主教
- 天主教會

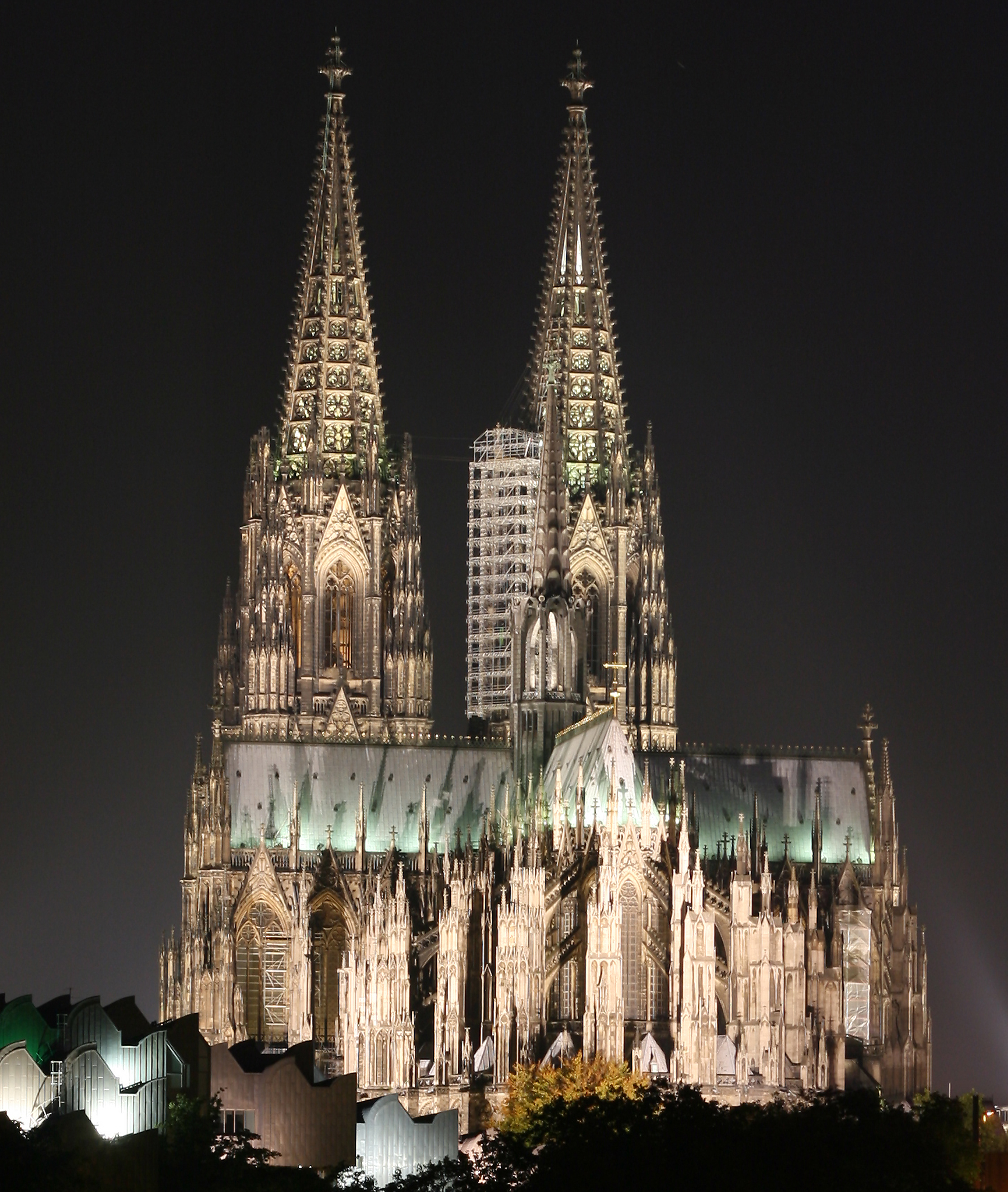
科隆大教堂

  - 拉丁禮 — 20,346,000 (2023年) — 佔24%的德國人口
  - 馬龍尼禮 — 6,000
- 舊天主教會 — 15,715

#### 德國的福音派教會

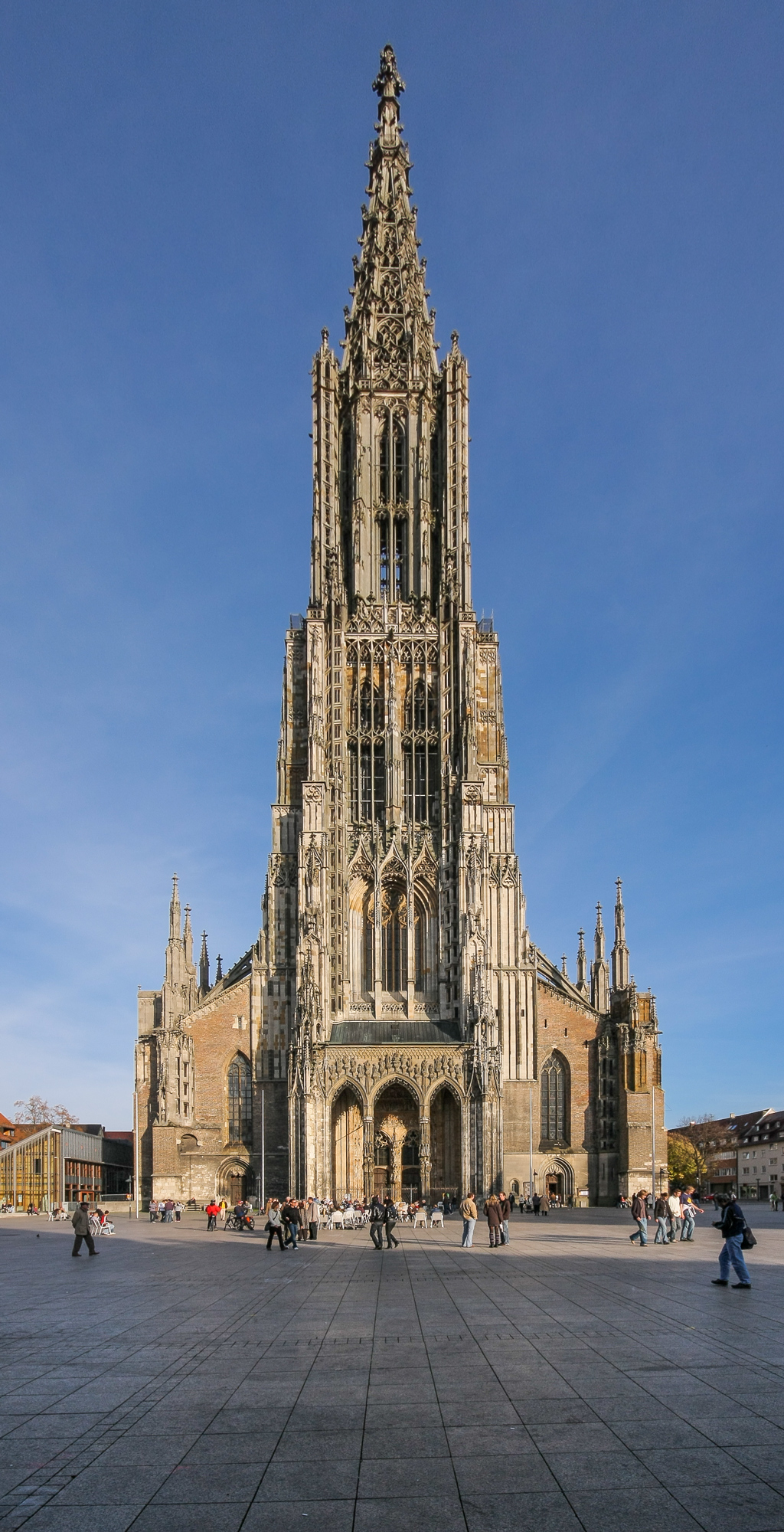
烏爾姆大教堂

德國的福音派教會是現代德國版圖之內所有新教教派的集合性組織，他們屬於新教中的福音派，雖然他們對《聖經》的解讀和教義都各不相同，但都互相認可彼此。
- 德國的福音派教會— 18,560,000 (2023年) — 佔21.9%的德國人口

#### 新教其他教派
- 新使徒教會（英语：New Apostolic Church）— 341,202 (2015)
- 浸信會自由教會和門諾會 — 290.000 (2007)
- 浸信會 — 82,000 (2016)
- 衛理宗 — 52,031 (2016)
- 五旬節運動 （Bund Freikirchlicher Pfingstgemeinden） — 51,896 (2015)
- 門諾會— 44,714 (2017)
- 福音派教會聯盟（Bund Freier evangelischer Gemeinden） — 41,203 (2017)
- 基督復臨安息日會 — 34,811 (2014)
- 獨立福音教會（英语：Independent Evangelical-Lutheran Church） — 33,175 (2014)
- 獨立非洲教會 — 30,000 (2005)
- 獨立福音路德教會（英语：Evangelical Lutheran Free Church (Germany)） — 1,300 (2017)[23]

#### 東正教
- 羅馬尼亞正教會 — 560,000

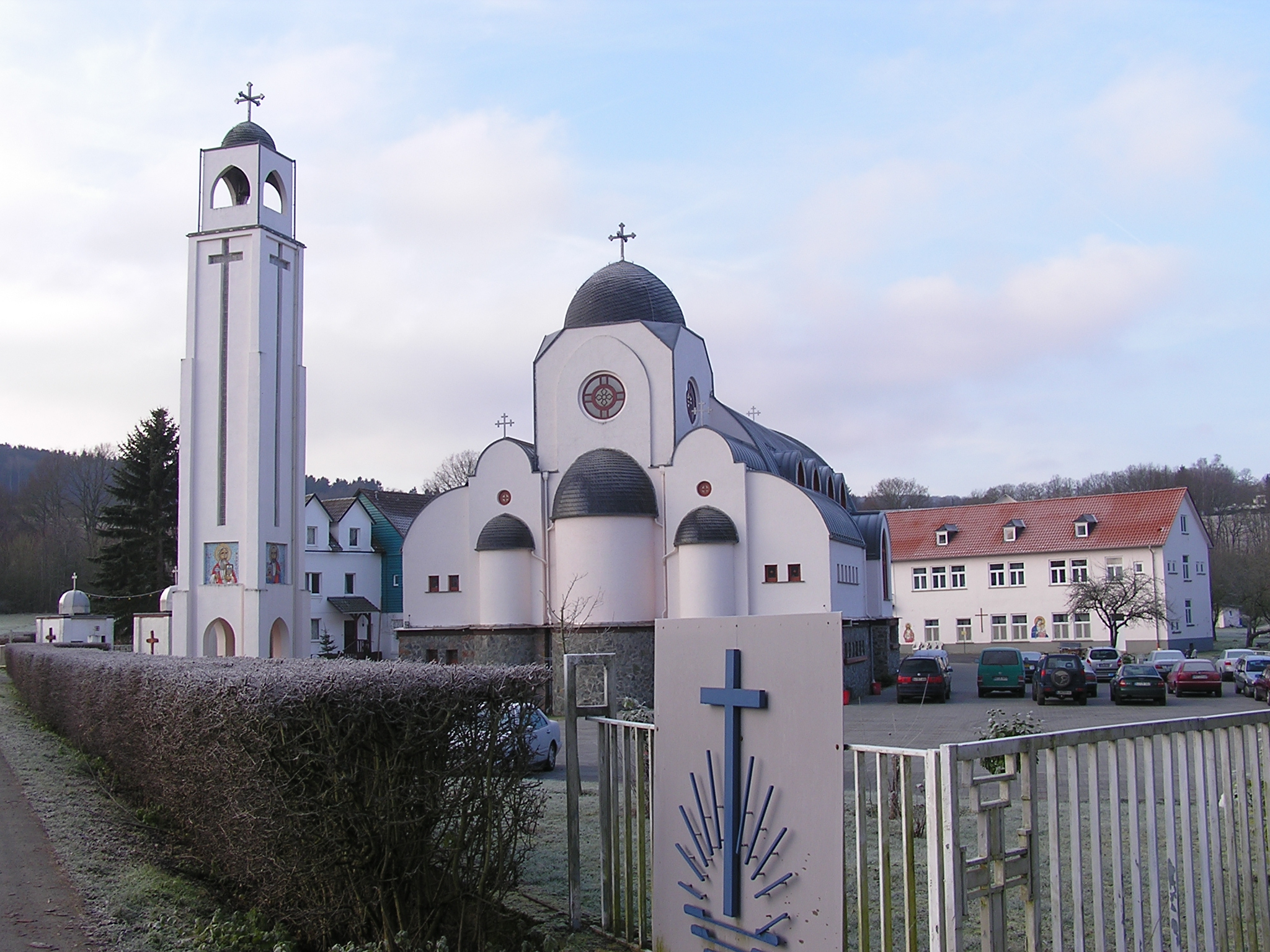
亞歷山大科普特正教會 的修道院

- 君士坦丁堡普世牧首區/希臘正教會 — 400,000
- 塞爾維亞正教會 — 337,000
- 俄羅斯正教會 — 240,000
- 保加利亞正教會 — 130,000
- 烏克蘭正教會 (基輔宗主教聖統) — 110,000
- 敘利亞東方正統教會 — 100,000
- 亞美尼亞使徒教會 — 35,000
- 烏克蘭正教會 (莫斯科宗主教聖統) — 33,000

#### 其它派別
- 耶和華見證人 — 168,763
- 耶穌基督後期聖徒教會 — 38,739

### 伊斯蘭教

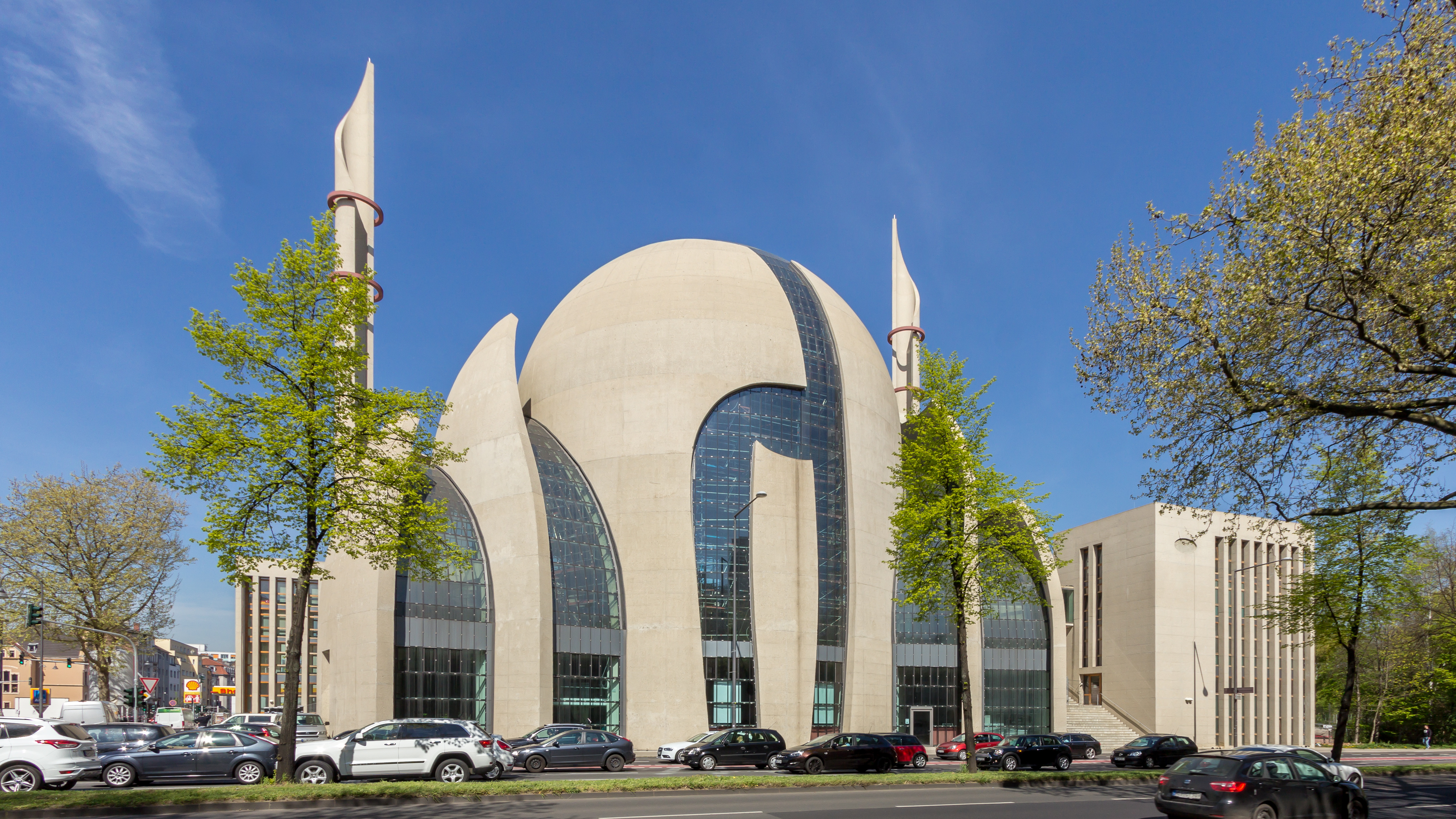
科隆中央清真寺

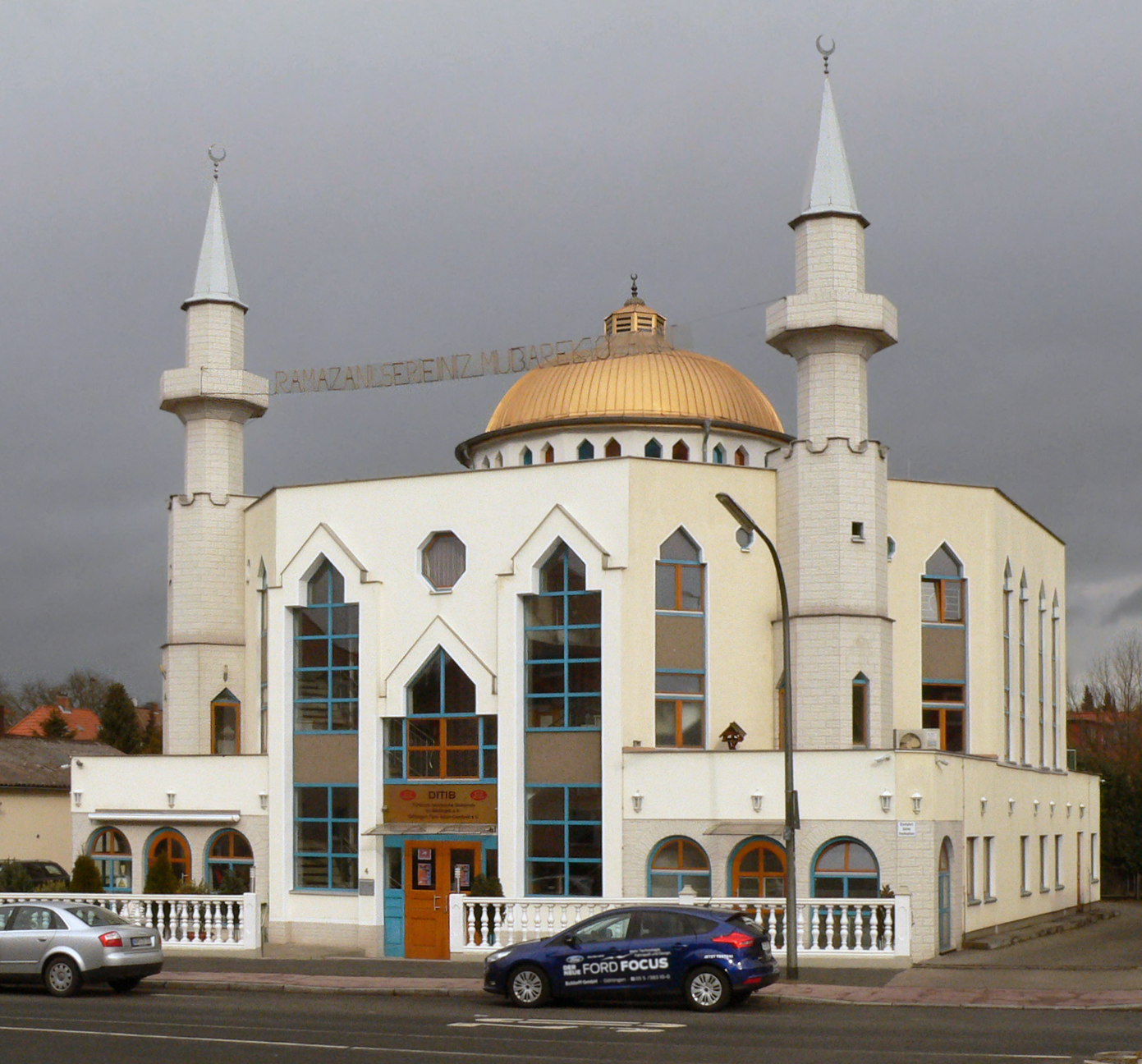
下薩克森州哥廷根的清真寺

伊斯蘭教是德國最大的非基督宗教信仰。德國穆斯林人數有217萬到470萬。大多數的德國穆斯林來自土耳其（63.2％），其次是來自前南斯拉夫，阿拉伯國家，巴基斯坦，伊朗和阿富汗。穆斯林在18世紀時來到德國，作為德國與奧斯曼帝國之間的外交，軍事和經濟關係的一部分。在第一次世界大戰期間，大約有15,000名穆斯林戰俘在柏林。1915年為這些穆斯林囚犯建立了第一座清真寺。1961年西德政府引進外籍工人後，穆斯林人口不斷上升。
- 總數：217萬到470萬 （2.6 到 5.7%），其中有100萬（1.1%） 有德國公民身分
- 遜尼派： 2,640,000[24][25]
- 阿列維派：500,000[24][25]
- 什葉十二伊瑪目派：225,500[24][25]
- 阿拉維派： 70,000[24][25]
- 阿赫邁底亞：35,000-45,000[24][25][26][27]
- 蘇菲主義：10,000[24][25]
- 薩拉菲運動：8,350[24]
- 什葉伊斯瑪儀派：1,900[24][25]
- 什葉宰德派：800[24][25]
- 伊巴德派 270[24][25]
- 拉合爾阿赫邁底亞運動（英语：Lahore Ahmadiyya Movement for the Propagation of Islam）：60[28]

### 猶太教

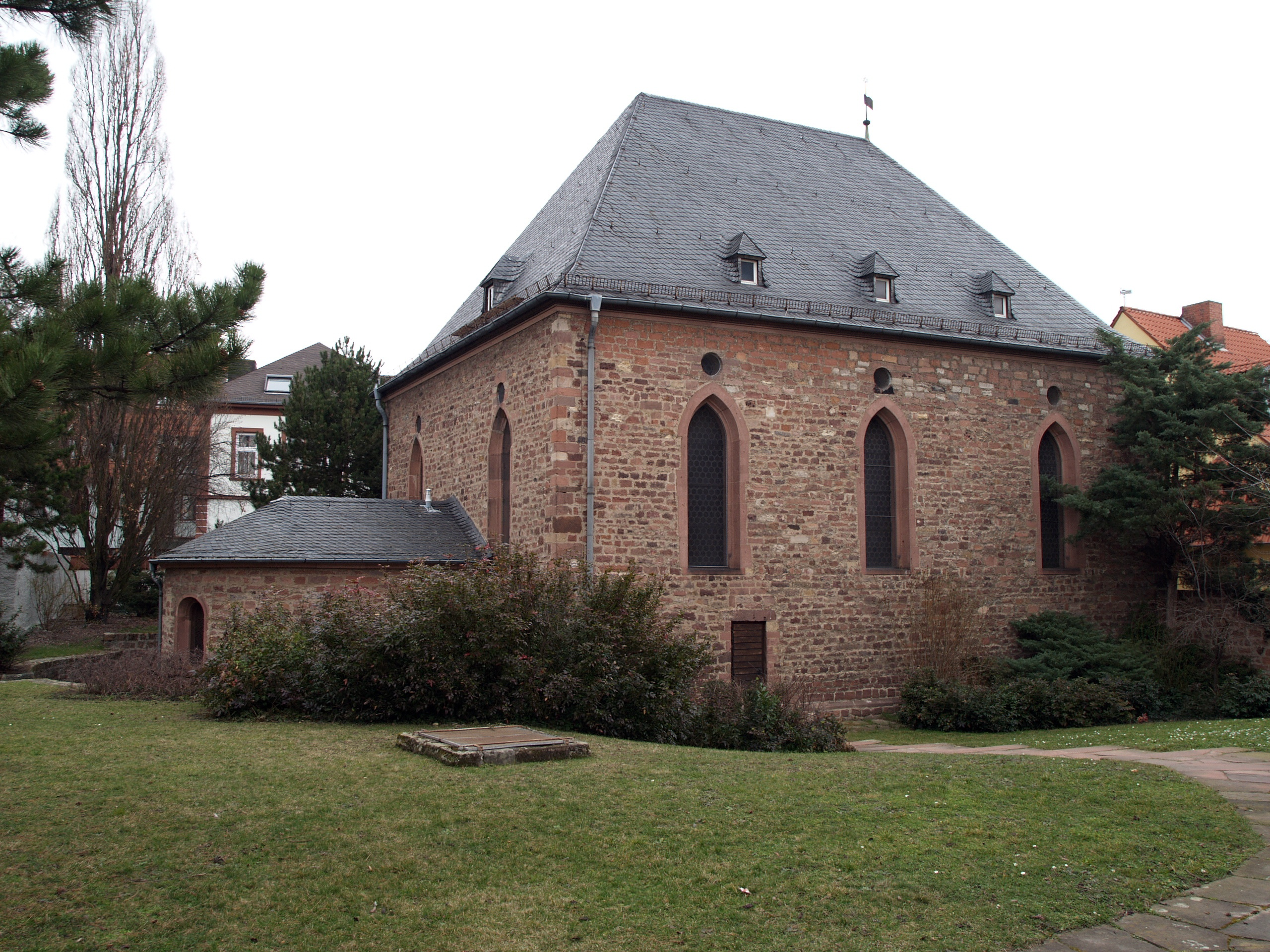
蠕蟲猶太會堂，是德國現存最古老的猶太會堂

德語地區的猶太社群最早可以追溯到公元四世紀。在1910年，約有60萬猶太人居住在德國。柏林牆倒塌以來，大約九萬猶太人來自前來自前蘇聯國家。
- 總人口數: 100,000 (0.1%)
- 還有9萬人的宗教信仰還不清楚，他們來自東歐，沒有成為猶太人社區的成員。
- 德國進步猶太人聯盟（英语：Union of Progressive Jews in Germany）: 5,000
- 德國中央猶太人理事會（英语：Central Council of Jews in Germany）:約有100,500人（2014）[29]

### 佛教

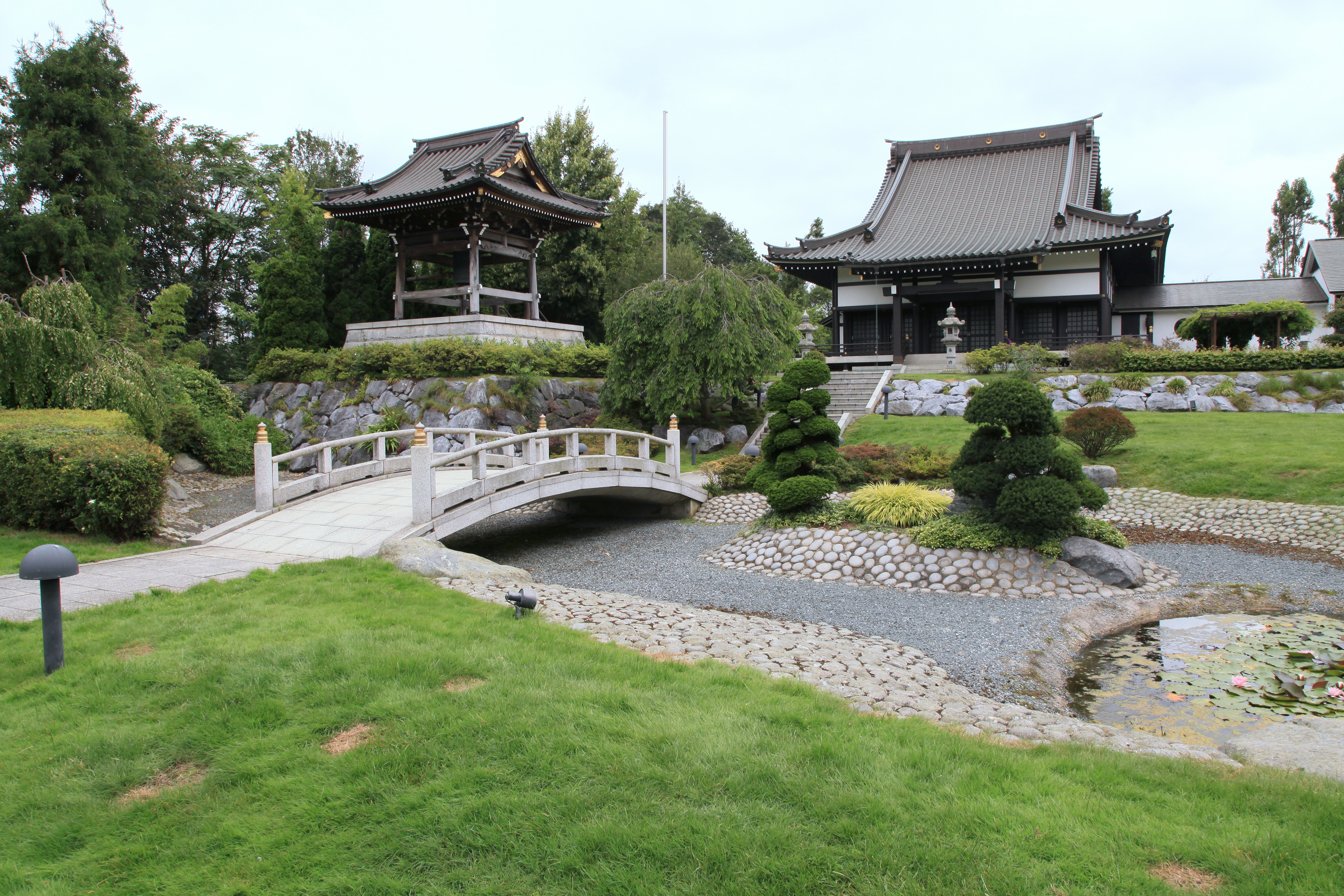
杜塞爾多夫的日本佛教寺廟

佛教徒是德國繼基督宗教和伊斯蘭教以外的第三大信徒群體。在德國有大約270,000名佛教徒。
大部分德國佛教徒屬於上座部佛教，尤其是南亞裔的錫蘭人。此外，也有金剛乘（藏傳佛教）、禪宗及日蓮宗（日本佛教）等佛教宗派。

### 印度教

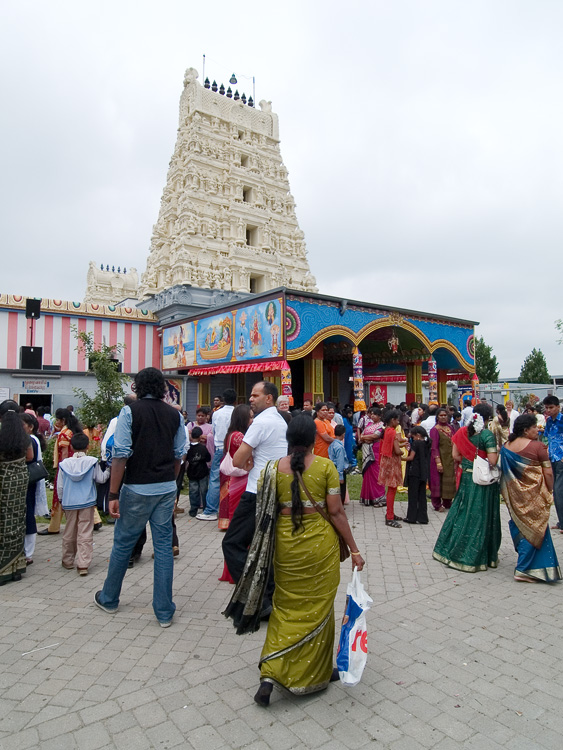
哈姆的印度教廟宇

在德國的約有100,000名印度教徒。其中大多數是來自斯里蘭卡的坦米爾人印度教徒（大約42,000至45,000）；來自印度的印度教徒有35,000到40,000人；來自阿富汗的印度教徒約有5000人；也有來自尼泊爾的印度教徒，但是這個人數非常少。而德國本地印度教徒或來自其他歐洲國家的印度教徒約有7500人。

### 錫克教
錫克教徒居住在德國人數約有一萬到兩萬。大部分德國錫克教徒源於印度北部的旁遮普地區、巴基斯坦和阿富汗。德國是繼英國和義大利後，擁有歐洲第三高的錫克教徒人口。法蘭克福有錫克人聚居的社區。

### 亞茲迪
德國有一個大的亞茲迪社群，估計約有10萬人。

## 德国的宗教自由
德意志联邦共和国宪法保证信仰和宗教自由。没有人会因为信仰或宗教观点受到歧视。但是德国和其他国家，宪法承认国家和宗教社团之间的合作，稳定的、有一定规模的、遵守宪法的宗教社团被认为是“公共法律团体”，有一定的权利，例如可以在公立学校为信徒的孩子讲授宗教知识，可以由Finanzamt（相当税务所）或它们自己向信徒收取费用，例如「教会税」，相当于8－9%的所得税，如果在人口登记中或在税务报表中承认是某种宗教的信徒，就要交纳。该身份主要应用于天主教、新教的德國福音教會和犹太教社团。对是否允许其他宗教团体如耶和华见证人和穆斯林也进入这个体系进行了大量讨论。穆斯林的努力被自身的混乱所阻碍，许多相互竞争的小组织，没有中央领导，大的基督教会认为其对法律框架适应不良，没有完善的组织。
2005年，帕德博恩市地方政府卷入争议，那里有一批浸信会家庭拒绝送孩子进入主流学校或可接受的代替者，宁愿聘请有强烈宗教色彩的家庭教师。德国法律规定每个孩子到公立学校上学或某种可接受的选择。地方政府采取行动强迫父母服从法律，但没有效果-首先警告，然后罚款，又判处短期监禁，都并未使其灰心。最后，2005年8月，该市将父母告上法庭，父母们失去孩子的监护权。对于父母宗教自由和孩子受教育拥有平等生活机会的自由之间如何保持平衡进行了法律辩论。在此以前，邻近城市居特斯洛（Gütersloh）于2004年也发生类似案件。

## 邪教和新宗教运动
德国国立教会比大部分国家的更热衷于发布信息，警告邪教、新教派（在德语中，这两个词不分，都是Sekten）和新宗教运动。公众认为国立教会是这类信息的专家，他们期待着这些信息。公共舆论中，次要宗教团体经常被称为「邪教」，不仅指破坏性邪教，也指所有与天主教和主流基督新教不同的宗教运动。主流东正教徒、犹太教、摩門教徒和穆斯林通常不被列为「邪教」。
天主教和主要的基督新教德國福音教會 将宗教团体分为3类：「教会」、「自由教会」和「邪教」 （页面存档备份，存于）
1. 教会：指天主教、德國福音教會和东正教。
2. 自由教会指德国福音教会以外的新教组织，如浸信会、卫理公会、独立路德会、五旬节派、基督复临安息日会。老天主教会也被认为属于自由教会。
3. 邪教指不认为自己是主要宗教一部分的宗教团体（但可能他们才是主要宗教的真正信徒）。「邪教」的一个普遍的特征，是其成员一旦加入很难退出，即使他们想脱离也不行。被称为「邪教」的团体包括耶和华见证人、科学神教和哈瑞奎師那[來源請求]。

每个新教州立教会（一个或几个州的法定正统教会）和天主教主教区都有一个邪教裁判，收集关于宗教运动的信息。
| 基督宗教         | 68 %   |
| 天主教           | 32.3 % |
| 基督新教         | 32.1 % |
| 东正教           | 1.5 %  |
| 其他基督宗教团体 | 0.5 %  |
| 穆斯林           | 3.2 %  |
| 其他宗教         | 1 %    |
| 无宗教           | 28.5 % |